# Athanase de Meester
Athanase Antoine de Meester, ook De Meester de Terwangne, (Antwerpen, 13 juni 1829 - Hombeek, 30 november 1884) was een Belgisch politicus voor de Katholieke Partij.

## Biografie

### Familie
Athanase de Meester, ook Alphonse de Meester genoemd, was een telg uit het geslacht De Meester. Hij was een zoon van jhr. Pierre-Jean de Meester (1790-1847), burgemeester van Leest en Hombeek, en Catherine Geelhand (1798-1866). Het was zijn grootvader, advocaat Gaspar de Meester (1751-1823), getrouwd met Jeanne du Trieu (1748-1810), die in 1823 adelserkenning verkreeg.
Hij trouwde in 1855 in Antwerpen met Eudolie de Terwangne (1831-1875). Ze kregen zes dochters.
- Cécile de Meester (1856-1882), trouwde in 1877 in Antwerpen met Maurice de Ramaix (1850-1918), diplomaat, volksvertegenwoordiger en senator. Ze kregen twee zoons en een dochter, met afstammelingen tot heden.
- Mélanie de Meester (1858-1926), trouwde in 1881 in Antwerpen met Edouard Geelhand (1853-1938), provincieraadslid van Antwerpen en burgemeester van Kapellen, zoon van Emile Geelhand, gemeenteraadslid van Antwerpen en gedeputeerde van Antwerpen. Ze kregen een zoon en drie dochters, met afstammelingen tot heden.
- Hélène de Meester (1860-1884), trouwde in 1880 in Antwerpen met baron Georges de Vinck (1854-1924), burgemeester van Bossière en provincieraadslid van West-Vlaanderen, zoon van baron Jules de Vinck, schepen van Antwerpen en gedeputeerde van Antwerpen. Ze kregen drie zoons en vier dochters, met afstammelingen tot heden.
- Romaine de Meester (1862-1926), trouwde in 1890 in Antwerpen met Xavier Montens (1858-1937). Het huwelijk bleef kinderloos.
- Lucie de Meester (1863-1934), trouwde in 1886 in Antwerpen met Emmanuel Montens d'Oosterwyck (1857-1923), burgemeester van Loenhout en gedeputeerde van Antwerpen, zoon van Albert Montens d'Oosterwyck, burgemeester van Loenhout. Ze kregen een zoon en drie dochters, met afstammelingen tot heden. Ze waren de schoonouders van baron Pierre Nothomb, senator.
- Aline de Meester (1867-1931), trouwde in 1889 in Antwerpen met jhr. Fernand Guyot de Mishaegen (1860-1930), interim-burgemeester van Brasschaat, kleinzoon van Gérard Le Grelle. Ze kregen drie zoons en drie dochters, met afstammelingen tot heden.

Hij was een oom van baron Emmanuel de Meester, volksvertegenwoordiger en senator.

### Politieke loopbaan
De Meester was voorzitter van het Bestuur van de Burgerlijke Godshuizen van Antwerpen. Op 8 juli 1884 werd hij verkozen tot katholiek senator voor het arrondissement Antwerpen. Hij zetelde minder dan vijf maanden aangezien hij op 30 november van dat jaar overleed.